# Chris Jericho
Christopher Keith Irvine (Manhasset, 9 de novembro de 1970), mais conhecido por seu nome de ringue Chris Jericho, é um lutador de luta livre profissional, músico, empresário, apresentador de televisão, escritor e ator américo-canadense. Atualmente trabalha para a All Elite Wrestling (AEW) onde foi o 1º Campeão Mundial da AEW, e também é o líder da facção "The Inner Circle".
Jericho também atuou nas promoções Extreme Championship Wrestling (ECW) e World Championship Wrestling (WCW), bem como em empresas do Canadá, Alemanha, Japão e México. Entre WWE, WCW e ECW – as três maiores empresas de luta livre profissional americanas durante a década de 1990, ele ganhou 38 campeonatos. Jericho foi o primeiro Undisputed WWF Champion e o último lutador a ganhar o WCW World Championship, tendo unificado ambos os títulos após derrotar Stone Cold Steve Austin e The Rock na mesma noite em 2001. Ele também foi o nono lutador a completar a tríplice coroa da WWE e o quarto a realizar o Grand Slam. Além disso, conquistou o Slammy Award de lutador do ano em 2008.
Jericho foi sete vezes campeão mundial, tendo ganhado o WWF Championship uma vez, o WCW World Championship duas vezes, o World Heavyweight Championship da WWE três vezes e o AEW World Championship 1 vez. Ele também ganhou o Intercontinental Championship nove vezes, sendo considerado o maior campeão da história em uma pesquisa da WWE feita em 2013. Jericho encabeçou vários eventos pay-per-view da WWE, entre eles o WrestleMania X8 em 2002.
Fora da luta livre profissional, Jericho se tornou vocalista da banda Fozzy em 1999. O álbum de estreia do grupo (2000) e Happenstance (2002) consistiam de covers e músicas originais; as gravações posterioes All That Remains (2005), Chasing the Grail (2010), Sin and Bones (2012) e Do You Wanna Start a War (2014) são constituídos inteiramente ou predominantemente por composições originais. Jericho também competiu na 12.ª temporada do Dancing with the Stars em 2011, permanecendo até a sexta semana. Antes disso, ele apresentou o game show da ABC Downfall e o Revolver Golden Gods Awards.

## Carreira na luta livre profissional

### Primeiros anos (1990 - 1996)
Aos dezenove anos, Christopher ingressou na Hart Brothers School of Wrestling, onde conhece Lance Evers, o futuro Lance Storm. Os dois continuam amigos próximos desde o primeiro dia de aulas na escola de wrestling profissional. Dois meses depois, ele estava pronto para começar a lutar em programas independentes, fazendo sua estreia em Outubro de 1990 em um empate contra Storm. Os dois começariam a trabalhar como uma dupla, inicialmente chamada de "Sudden Impact".
Jericho e Storm trabalharam para Tony Condello em tours da Northern Manitoba com futuras estrelas, como Adam Copeland, Jason Reso e Terry Gerin. A dupla também lutou na Canadian National Wrestling Alliance e na Canadian Rocky Mountain Wrestling. Em 1991, Jericho e Storm começaram a viajar para o Japão pela Frontier Martial Arts Wrestling, onde conheceriam Ricky Fuji, que também treinou com Stu Hart.
No inverno de 1992, ele viajou para o México, onde lutou por várias empresas pequenas da lucha libre, mas também conseguiu chegar à maior do país, o Consejo Mundial de Lucha Libre (CMLL). Na CMLL, Jericho enfrentou Silver King, Negro Casas e Último Dragón a caminho de um reinado de 11 meses com o NWA Middleweight Championship, que começou em Dezembro de 1993.
Suas ascendentes habilidades de luta também o levaram para o Japão, em 1994, onde lutou pela Wrestling and Romance (WAR). Por lá, enfrentou lutadores como Gedo e Último Dragón, para quem perdeu o WAR International Junior Heavyweight Championship. No ano de 1994, Jericho e Lance Storm refizeram sua união para serem os Thrillseekers na Smoky Mountain Wrestling, comandada por Jim Cornette. Em Dezembro de 1994, Jericho competiu no Super J Cup Tournament, que tinha sua segunda edição sendo realizada pela WAR, mas acabou perdendo para Chris Benoit, que lutava sob a alcunha de Wild Pegasus.

### Extreme Championship Wrestling (1995-1996)
Em 1995, graças à recomendação de Chris Benoit para Paul Heyman, o dono da empresa, Jericho começou a lutar pela Extreme Championship Wrestling, uma companhia de wrestling profissional baseada na cidade de Philadelphia. Em Junho daquele ano, Christopher conquistou o ECW World Television Championship, seu primeiro e único título pela federação. Enquanto esteve na ECW, o jovem Jericho conseguiu criar o seu próprio ring name ao lutar com wrestlers como Tazz, Sabu, Rob Van Dam, Mick Foley, que lutava como Cactus Jack, Shane Douglas e 2 Cold Scorpio. Foi durante esse período que ele chamou a atenção da WCW.

### World Championship Wrestling (1996 - 1999)

#### 1996-1997
Em Agosto de 1996, Jericho fez sua primeira apresentação na WCW e no dia 15 de Setembro, participou de seu primeiro pay-per-view, em uma luta contra Chris Benoit
Foi apontado por agentes, como futuro da WCW (e na mesma época criaram o seu novo finisher, o Lion Tamer. Em 28 de junho de 1997, Jericho ganhou de Syxx em Los Angeles, California para conquistar o WCW Cruiserweight Championship pela primeira vez. Ganhou novamente em 12 de agosto de1997 vencendo Alex Wright, após aplicar o Liontamer.

#### 1998-1999
Jericho começou seu Heel Turn quando venceu o título de Cruiserweight pela terceira vez, ganhando de Rey Mysterio no dia 24 de janeiro de 1998. Chris forçou Rey a desistir após o Liontamer. Após a luta, Jericho destruiu o joelho de Mysterio com uma cadeira de aço. Rey precisou de 6 meses para recuperação. Chris teve uma breve rivalidade com Juventud Guerrera quando Guerrera insistia em lutar com Jericho pelo Cruiserweight Championship. Quando a chance foi dada, Guerrera perdeu não só a luta, como a máscara, após uma Lucha de Apuestas (Título vs. Mascára)
Após isso, Chris começou uma longa rivalidade com Dean Malenko, após dizer que se sentia superior a Malenko e se negava lutar com ele. Após meses de rivalidade, em um episódio da WCW Thunder, Malenko lutou com Jericho que vestia a máscara de Juventud Guerrera. Jericho ganhou a luta e obrigou Malenko a se retirar do wrestling por um determinado tempo. Chris aproveitou e fez piadas com Malenko, dizendo que este não sabia lutar.
Então decidiu-se ver quem seria o candidato ao título de Jericho. Foi feito um Battle Royal, que foi vencido por Ciclope após Juventud Guerrera apertar a mão de Ciclope e se eliminar, pois Juventud acreditava que Ciclope era melhor que Jericho. Chris não gostou nem um pouco da atitude de Juventud, e se disse vítima de uma conspiração para o tirar fora do título.
A rivalidade de Jericho com todos os Cruiserweights se encerrou após Dean Malenko retornar e golpear Jericho com uma cadeira de aço. Malenko foi suspenso na semana seguinte.
Em 12 de julho de 1998 Jericho foi derrotado por Rey Mysterio (que se recuperava de lesão). No entanto, na noite seguinte, Chris Jericho ganhou o título novamente.
Jericho perdeu para Juventud Guerrera no Road Wild 1998 com Dean Malenko de árbitro especial. No dia 10 de agosto, Jericho venceu Stevie Ray para ganhar pela primeira vez o WCW World Television Championship
Dia 30 de novembro de 1998 Jericho perdeu seu título para Konnan. Iniciou então uma rivalidade com Perry Saturn no início de 1999. A rivalidade não deu certo, mas culminou em uma luta final de Jericho e Saturn no Uncensored, com vitória de Saturn. Esta foi a última participação de Chris Jericho na WCW.

### WWE (1999-2018)

#### 2003-2005

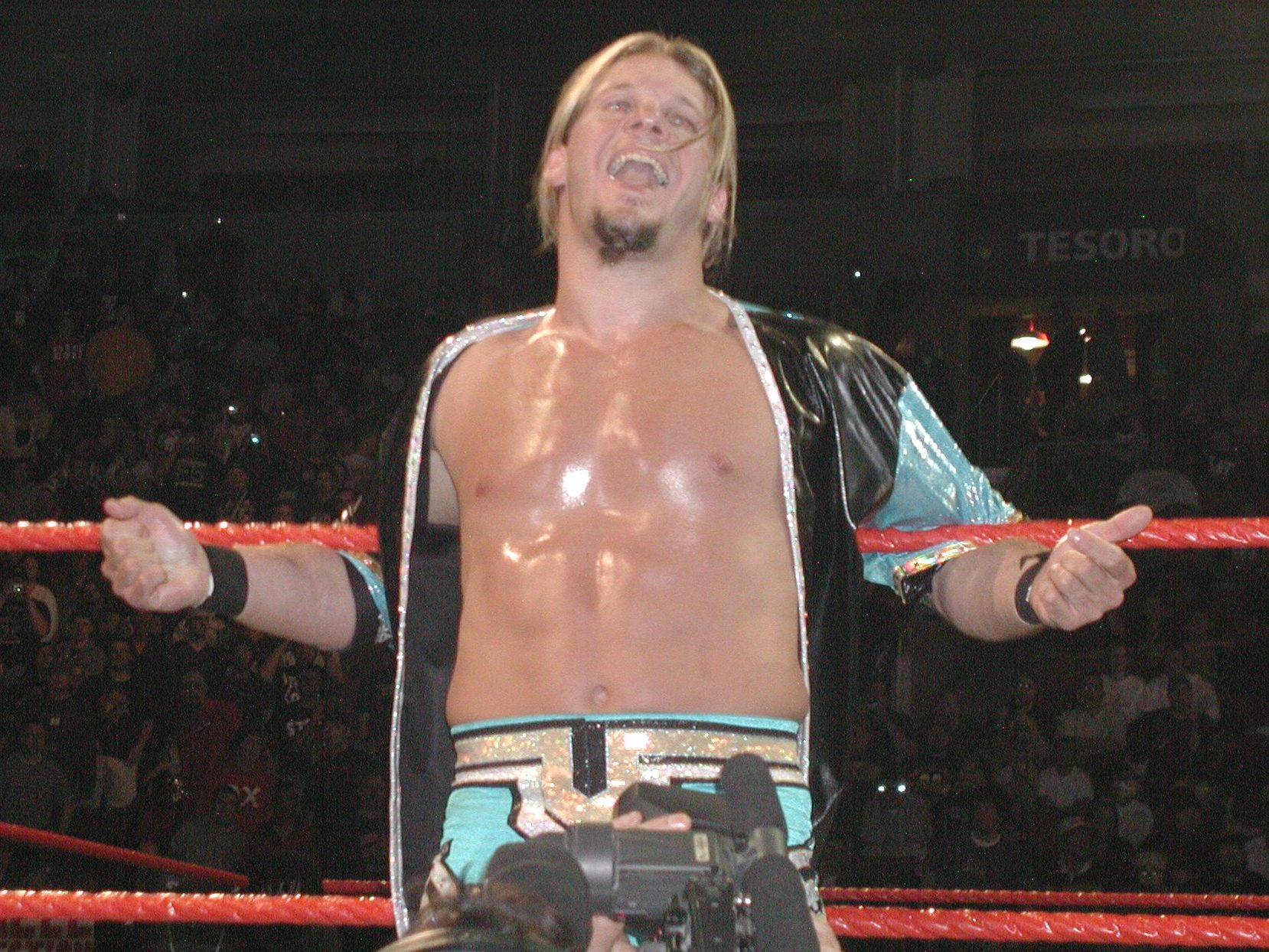
Jericho e sua entrada trademark

Em 13 de janeiro de 2003, Jericho ganhou um combate over-the-top rope contra Kane, RVD, e Batista para selecionar o seu número de entrada para o Royal Rumble 2003. Chris escolheu o número dois, para iniciar lutando com Shawn Michaels, que tinha o número um de entrada. Após Michaels entrar, ao invés de Jericho, aparece Christian, com as roupas de Jericho e atacou Shawn pelas costas, e logo o eliminou. Mas Shawn teve sua revanche quando viu Jericho ser eliminado por Test. Os dois se encontraram novamente na WrestleMania XIX. No final, Michaels garantiu a vitória, e após um abraço, Jericho não deixou barato, e aplicou um golpe baixo, deixando Shawn Michaels no chão.
No final de 2003, Jericho iniciou um romance com Trish Stratus tendo como principal aliado Christian que iniciou um com Lita. Mas começou uma disputa, para ver qual dos dois levava sua parceira a cama primeiro. Trish não aceitou a aposta se considerou apenas amiga de Jericho. Na semana seguinte, Christian enfrentou Trish, e a submeteu a um Walls of Jericho. Chris Jericho então, pediu uma rematch para a WrestleMania XX. Lá Christian ganhou de Jericho depois de Trish atacar Jericho (pensando que era Christian) e então Christian conseguiu o roll up. Após a luta, Trish atacou Jericho pelas costas e deu um beijo em Christian. Isso levou a um handicap match no Backlash de 2004, no qual Jericho ganhou.

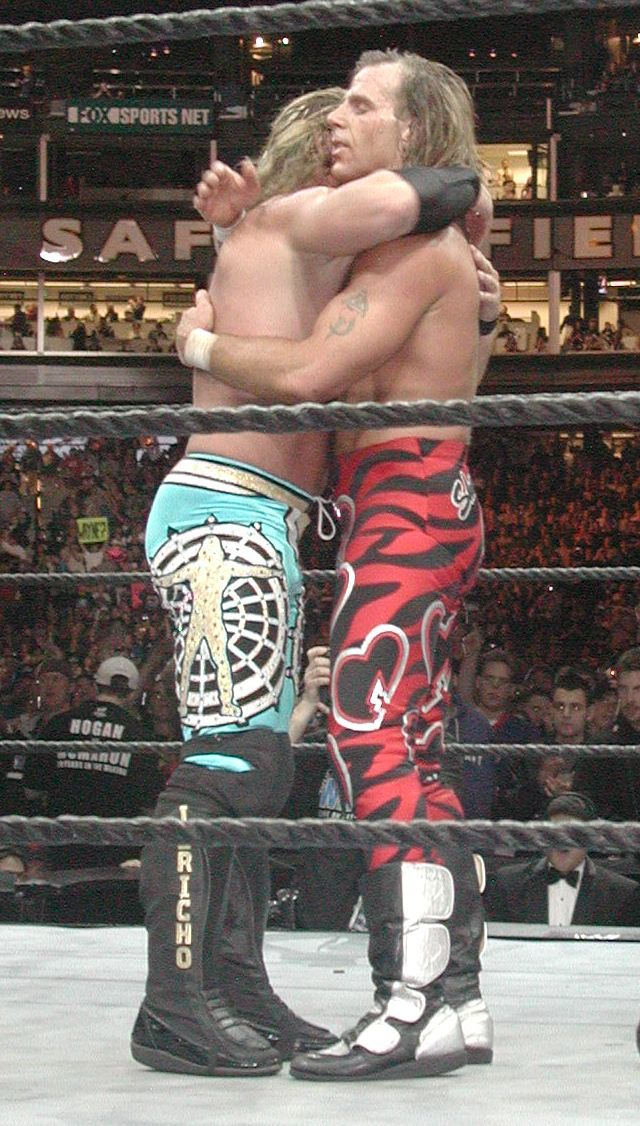
Chris Jericho and Shawn Michaels após sua luta na WrestleMania XIX em março de 2003.

Jericho ganhou pela sétima vez o Intercontinental Championship no WWE Unforgiven de 2004 em uma luta contra Christian. Mas este foi o mais curto reinado, já que Jericho perdeu para Shelton Benjamin na semana seguinte no pay-per-view Taboo Tuesday de 2004.
Jericho contava como parceiros Randy Orton, Chris Benoit, e Maven para enfrentar Triple H, Batista, Edge, e Snitsky no Survivor Series de 2004, no qual a estipulação era que a equipe vencedora ganhava controle da RAW por um mês. A equipe liderada por Jericho, saiu vencedora. Durante sua passagem como General Manager do RAW, Jericho tirou o título das mãos de Triple H. No New Year's Revolution de 2005, Jericho competiu na Elimination Chamber de 2005 contra Triple H, Chris Benoit, Batista, Randy Orton e Edge pelo World Heavyweight Championship. Shawn Michaels foi o árbitro especial. Jericho no final foi eliminado por Batista.
Na WrestleMania 21, Jericho participou do primeiro Money in the Bank ladder match. Este tipo de luta foi ideia dele, e teve como oponentes Benjamin, Chris Benoit, Kane, Christian e Edge. Mas quem tem a ideia nem sempre leva a melhor e Jericho perdeu para Edge o combate. No Backlash 2005, Chris Jericho lutou novamente contra Shelton Benjamin pelo Intercontinental Championship, mas não conseguiu ganhar. No dia 12 de junho de 2005 Jericho lutou no primeiro combate do ECW One Night Stand (2005) contra Lance Storm. Jericho usou sua gimmick de Lionheart. Jericho perdeu após interferência de Justin Credible.
No dia 22 de Agosto de 2005, Jericho lutou contra John Cena num combate You're Fired (Está despedido). Jericho perdeu esse combate mas, ao contrário do que foi dito, Jericho não foi despedido. Na verdade, o seu contrato terminava poucos dias depois desse combate e Jericho decidiu não renovar o contrato, alegando cansaço e desgaste após 15 anos no wrestling. Se dedicou então a voltar para reformular sua banda Fozzy para fazer uma tour mundial.

#### O retorno
Em setembro de 2007, a WWE começou a realizar pequenas chamadas de 15 segundos, com códigos similares aos apresentados em Matrix, com a inscrição Save_us (Nos salve). Por toda a internet, criou-se uma euforia aguardando o retorno de Jericho. O mesmo se apresentou em vários programas de rádio e TV negando sua volta a WWE. Em outubro, foi apresentado outro vídeo, desta vez com a chamada 2nd Comming (Retorno). Após este vídeo, nem mesmo o próprio Jericho conseguia negar seu iminente retorno a WWE.
Pondo fim as especulações, Chris Jericho regressou na edição do Raw do dia 19 de novembro de 2007 interrompendo Randy Orton e afirmou que se tornaria o próximo Campeão da WWE. Enfrentou Randy Orton pelo título da WWE no Armageddon, onde ganhou por desqualificação, sendo atacado por JBL.

#### 2008
Na edição do RAW de 10 de março, Jericho ganhou o título intercontinental de Jeff Hardy. Esta vitória faz com que Chris se torne recordista em títulos intercontinentais, vencendo-os por oito vezes.
Após ter arbitrado o combate de Batista contra Shawn Michaels, Jericho achou que Shawn estava fingindo uma lesão e isso culminou num combate no Judgment Day 2008 em que Michaels ganhou.

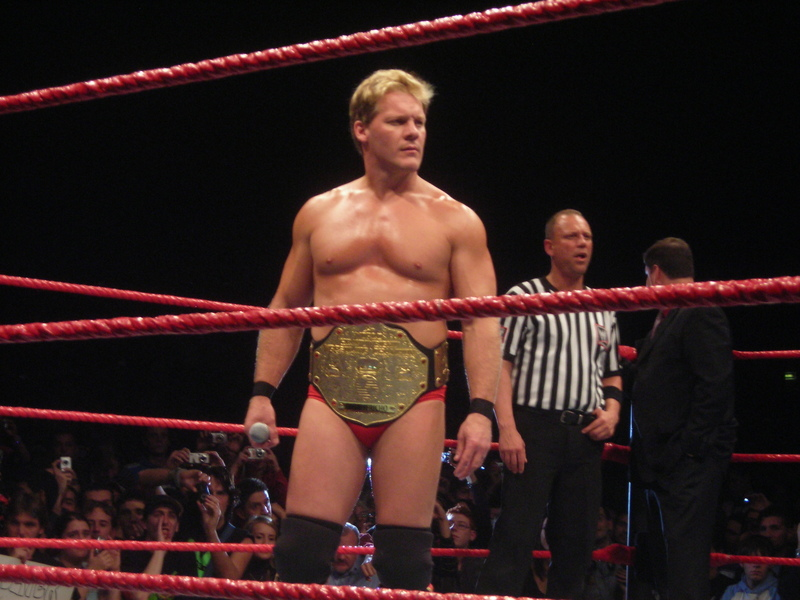
Jericho como World Heavyweight Champion

No Night of Champions 2008 foi derrotado por Kofi Kingston, perdendo assim seu WWE Intercontinental Championship, depois de uma intervenção de Shawn Michaels.
Ele e Shawn se enfrentaram no The Great American Bash, onde ele ganhou após Shawn Michaels começar a sangrar na cabeça.
Após, no Unforgiven de 2008, ele enfrentou Shawn Michaels novamente, onde dessa vez ele não saiu vencedor. Depois, na mesma noite ele substituiu o então campeão CM Punk que foi atacado por Randy Orton, Cody Rhodes e Ted DiBiase. Jericho venceu o Championship Scramble contra Batista, Kane, Rey Mysterio e JBL, tornando-se o novo Campeão Mundial de Pesos Pesados.
No No Mercy ele venceu Shawn Michaels numa ladder match, mantendo assim o seu título.
No Cyber Sunday, Jericho perdeu o título para Batista. Oito dias depois, em um episódio da RAW, ele derrota Batista e recupera o título. Mais tarde, no Survivor Series 2008, enfrenta o recém-tornado de uma lesão John Cena pelo Título Mundial de Pesos Pesados, que acaba com a vitória de John Cena. Em um episódio da RAW, Shane O'Mac e Stephanie McMahon, informam que nessa mesma noite haveria um combate entre Randy Orton, Batista e Chris Jericho, e que o vencedor teria a oportunidade de enfrentar John Cena no Armageddon 2008 pelo Título Mundial de Pesos Pesados, que acaba com a vitória de Chris Jericho depois de um spear de Batista em Randy Orton, aproveitado por parte de Y2J. Recentemente, Chris Jericho ganhou o prémio de melhor lutador de 2008 (Slammy Awards 2008). No Armageddon, onde Chris Jericho iria lutar com John Cena, acaba por perder o combate depois de um STF-U de John Cena, onde Chris Jericho acaba por desistir.

#### 2009
Jericho foi derrotado no Elimination Chamber no No Way Out. Ele passou a ofender Mickey Rourke (kayfabe), astro do filme The Wrestler. Desde então, ele começou a atacar lendas do wrestling como Ric Flair, Roddy Piper, Jimmy Snuka e Ricky Steamboat, para iniciar sua nova feud. Na WrestleMania XXV, Jericho derrotou Piper, Snuka e Steamboat, mas foi nocauteado por Rourke. No draft, Jericho foi transferido para o SmackDown. Recentemente, no dia 7 de Junho de 2009, ganhou o WWE Intercontinental Championship a Rey Mysterio no Extreme Rules e conseguiu desmascarar Rey Mysterio depois de falhar um 619. No The Bash, Jericho perdeu o título para Mysterio. Na mesma noite, se juntou a Edge e derrotou Carlito e Primo, se tornando WWE Unified Tag Team Champion. Edge feriu sua perna em um show não televisionado, fazendo com que Jericho escolhesse um parceiro para defender o título contra Cody Rhodes e Ted DiBiase no Night of Champions. O parceiro de Jericho foi The Big Show. Ambos retiveram o título. Os WWE Unified Tag Team Champions tiveram uma pequena feud com os Cryme Tyme resultando num combate no SummerSlam 2009 na qual retiveram o título novamente. Os seus próximos desafiantes foram Montel Vontavious Porter e Mark Henry para uma luta no pay-per-view Breaking Point que saíram vencedores. Nas próximas edições do programa Smackdown, Batista anunciou a volta de Rey Mysterio para enfrentar os campeões de duplas no pay-per-view Hell in a Cell. Novamente Jericho e The Big Show retiveram o título. No Survivor Series lutou contra seu parceiro Big Show e Undertaker numa Triple Treath Match pelo World Heavyweight Championship que acabou com vitória de Taker após aplicar um Hell´s Gate no Big Show.
No pay-per-view WWE TLC: Tables, Ladders & Chairs Chris Jericho e Big Show perdem o WWE Unified Tag Team Championship para a D-Generation X

#### 2010
Participou do WWE Elimination Chamber e conquistou o World Heavyweight Championship, seu 6° título. No WrestleMania XXVI, Jericho derrotou Edge, retendo seu título em uma luta muito boa e técnica. No dia 2 de Abril, Chris apareceu no WWE Friday Night Smackdown, para falar sobre Edge, este apareceu e o atacou com Spear e um Edgecution, quando ele estava indo embora, apareceu o vencedor do Money In The Bank Ladder Match, Jack Swagger, depositou seu contrato com a maleta e se tornou, o novo World Heavyweight Champion. Teve uma rematch pelo World Heavyweight Championship no SmackDown envolvendo também Edge, mas Swagger saiu vitorioso. No Extreme Rules lutou contra Edge numa Steel Cage Match. Na luta Chris Jericho perdeu mas fez uma luta muito boa.
WWE Draft (2010), Chris saiu do SmackDown e retornou ao Raw o que surpreendeu a todos.
Atualmente, forma dupla com The Miz. No RAW de 10 de maio, derrotou David Hart Smith e a dupla Jeri-Miz irão lutar conta Hart Dynasty pelo WWE Unified Tag Team Championship. Eles acabaram por perder a luta. Poucas semanas depois, conseguiu uma vaga no RAW Money in the Bank Ladder Match. O vencedor do combate foi The Miz. Atualmente está na equipe Team WWE junto com John Cena junto com Edge, John Morrison, R-Truth, The Great Khali e Bret Hart para enfrentar os Nexus no SummerSlam (2010). No Raw do dia seguinte lutou contra Wade Barrett mas acabou sendo derrotado. No Night of Champions disputou o WWE Championship contra John Cena, Randy Orton, Edge, Sheamus e Wade Barrett mas acabou perdendo e foi o primeiro a ser eliminado.
No Raw do dia seguinte perdeu para John Morrison. A sua última aparição foi em uma edição do RAW de 27 de setembro lutando contra Randy Orton, perdendo a luta e depois foi levado da arena com ajuda dos médicos. Ele foi movido para a sessão da WWE Alumni.

#### 2011
Em Março de 2011, Jericho postou a seguinte frase no seu twitter oficial
"Feliz em dizer que eu estarei fazendo o meu retorno triunfante à WWE amanhã à noite (19/03) ...." Deixando claro seu retorno a SmackDown! Mas seu "retorno" foi em uma entrevista para promover a luta entre Undertaker e Shawn na WrestleMania.
Em uma das edições do Raw, a WWE apresentou uma promo misteriosa, onde mostra um menino desenhando em um caderno, dentro de uma sala de aula com uma única carteira e também mostra uma menina loira com uma bola de basquete na mão, foram quatro especulações, a primeira, é que trata-se de Jericho, tempo depois começaram a achar que se tratava de Undertaker, pois é sombrio e escuro, a terceira é que pode ser a DX (equipe formada por Triple H e Shawn Michaels), pois nos botões do casaco do menino mostra as letras DX, a quarta era a volta de Batista, porque o vídeo contem referências bíblicas, e a gimmick de Batista, era de Leviatã, que é um monstro marinho que aparece na Bíblia.
O nome do vídeo é Its Begins, o 1° vídeo se chama Its Begins,o 2° se chama Second 2012, o 3° chama-se Look Within, já o 4°chama-se Control 2012.
O mistério será solucionado, no primeiro Raw de 2012.
Recentemente a WWE lançou o quinto vídeo da série, onde mostra a menina jogando no chão o desenho do menino, sendo que no vídeo não mostra o que o menino desenhava, esse vídeo se chama Prophetless 2012, todos os vídeos, estão seguidos de 2012, pois o mistério será solucionado no dia 2 de janeiro de 2012. A última promo se chama The End Begins 2012.

#### 2012
Em meados de mistério, na edição de 11 de janeiro de 2012, haveria boatos de que um superstar iria voltar, o que todos achavam que era Undertaker. Em mistério, as luzes se apagaram, e a história da menina e do menino se repetiu, e bem perto da tela, estava Chris Jericho depois de 2 anos fraturado. No dia 17 de janeiro de 2012, Jericho teve a sua primeira luta desde 2 anos numa 6 man tag team match com Daniel Bryan e CM Punk contra Dolph Ziggler, David Otunga e Mark Henry. Mas quando CM Punk passou para ele, Jericho abandonou eles e saiu da luta, o que concretizou que ele voltou como heel. No 30-Man Royal Rumble Match Jericho foi o penúltimo a entrar e chegou na final sendo eliminado pelo campeão Sheamus. No Elimination Chamber, ele participou do combate pelo WWE Championship, mas foi impedido de continuar na luta por causa de um acidente. Na RAW de 20 de fevereiro, Jericho venceu uma Battle Royal e se tornou o desafiante número 1 para o WWE Championship. Ele enfrentou CM Punk na Wrestlemania XXVIII que ocorreu no dia 1º de abril, valendo o título da WWE que CM Punk venceu.
Após a WrestleMania Chris continuou a ofender Punk e sua família. Atacou Punk com uma garrafa de Whisky o forçando a beber álcool, Punk também o atacou dias depois o que culminou numa luta no Extreme Rules onde Chris perdeu após um GTS.
No Over the Limit Jericho participou de uma Fatal-Four-Way Match pelo World Heavyweight Championship, o qual Sheamus manteve o título.
No dia 24 de maio a WWE anunciou a suspensão de Jericho por tempo indeterminado. Durante um house show no Brasil, Jericho pegou uma bandeira brasileira que havia sido jogada ao ringue pela plateia e a chutou. Após o ato, policiais que faziam a segurança do evento ameaçaram prendê-lo se ele não se desculpasse. Rapidamente Jericho pegou o microfone e se desculpou, elogiando o Brasil e sua bandeira.
Chris Jericho retornou da suspensão interrompendo John Cena no Raw de 25 de junho e sendo colocado na Money in the Bank ladder match do próximo pay-per-view. Na mesma noite ele perdeu uma luta para Cena, após o último ser atacado por Big Show mesmo estando recebendo um Walls of Jericho, Chris Jericho não gostou da interferência que lhe custou uma derrota, mas foi intimidado por Big Show. No Raw seguinte enfrentou, ao lado de Daniel Bryan, John Cena e CM Punk, em uma luta que acabou em NO Contest.
No dia 20 de Agosto, Jericho foi colocado em uma luta contra Dolph Ziggler, sob ordens da Gerente Geral do RAW, AJ Lee. Na luta, se Jericho perdesse, o seu contrato seria encerrado. Se Ziggler perdesse, o contrato do Money In The Bank dele passaria para Chris. Na mesma noite, Chris perdeu a luta, logo depois atacando seu oponente.
Em uma entrevista exclusiva ao WWE.com, Jericho afirmou estar triste por sair da WWE logo depois do "Y2J" retornar, e que poderá voltar alguma dia, se Eric Bischoff retornar à WWE.

#### 2013
Jericho retornou como mocinho durante o Royal Rumble de 2013, entrando como o segundo, eventualmente sendo eliminado por Dolph Ziggler, durante o RAW de 28 de janeiro, foi revelado que Jericho foi recontratado por Vickie Guerrero.
No Raw 11/02/13 Jericho pediu ao Gerente Geral do SmackDown Booker-T uma chance no Elimination Chamber 2013 combate que será valido por uma chance pelo World Heavywheight Championship na WrestleMania 29.
Na mesma noite Chris Jericho derrotou Daniel Bryan e ganhou uma chance no Elimination Chamber contra Kane, Daniel Bryan, Jack Swagger, Randy Orton e Mark Henry no Elimination Chamber foi o antepenúltimo a ser eliminado. Na noite seguinte, Jericho fez Tag Team com Ryback e Sheamus para enfrentar a stable The Shield porém foram derrotados. No Raw de 11/03/2013 Chris enfrentou The Miz em uma luta para determinar quem lutaria contra Wade Barret pelo WWE Intercontinental Championship, mas a luta acabou sem vencedor por Barret ter interferido e atacado ambos Jericho e The Miz, e como resultado, Barret levou um Skull Crushing Finale de The Miz e um Codebreaker de Chris Jericho.
Chris Jericho comecou uma rivalidade com Fandango que por sua vez atacou Jericho varias vezes.
Em uma edição do Raw Chris Jericho pediu a vickie guerrero uma luta na Wrestlemania 29 contra Fandango.
No evento Jericho foi derrotado por Fandango.
No Raw 8/4/13 um dia apos a WM 29 Chris Jericho interferiu no combate de Fandango contra Kofi Kingston e atacou Fandango com Walls of Jericho e um Codebreaker. Chris Jericho enfrentou Fandango numa revanche no Extreme Rules vencendo a luta. Jericho começou uma rivalidade com Cm Punk e no Payback perdeu a luta,depois ele lutou com Ryback no Money in the Bank onde perdeu sua ultima luta foi com Rob Van Dan onde perdeu

#### 2014-2017
Chris retornou interrompendo The Miz e foi atacado pela the Wyatt Family, onde criou um feud. No WWE Battleground Jericho venceu Bray Wyatt, mas na revanche no Summerslam Jericho perdeu. Chris Jericho lutou contra Bray Wyatt no Steel Cage Match onde também perdeu. Depois ele criou um feud com Randy Orton, cuja luta foi no Night of Champions, onde Jericho perdeu após levar um RKO pulando da terceira corda do ringue.
Em 2015, Jericho retornou no Night of Champions como parceiro secreto do Roman Reigns e Dean Ambrose contra a Bray Wyatt, Luke Harper e Braun Strowman, porém quando Reigns estava para aplicar spear no Braun Strowman, ele fez tag e após isso, levou um Lifting arm triangle choke do Braun Strowman, fazendo Jericho ficar inconsciente

### New Japan Pro Wrestling (2018-2019)

#### 2018 - 2019
Chris Jericho fez a sua estreia na NJPW desafiando Kenny Omega para um combate no Wrestle Kingdom pelo IWGP United States Championship, acabou por perder esse combate que foi de 5 estrelas na classificação da Wrestling Observer. Mais tarde Jericho atacou Naito, o que o levou a um combate pelo IWGP Intercontial Championship que acabou por vence-lo no Dominion 6.9.

### AEW (2019-presente)

#### 2019 (Campanha para se tornar o 1º campeão mundial e rivalidade com Cody)
Chris Jericho foi contratado para a nova empresa All Elite Wrestling no dia 8 de janeiro de 2019 para um contrato de 3 anos. Com Kenny Omega a fazer parte da direção da AEW, era inevitável que a rivalidade de 2018 voltasse entre os dois lutadores naturais de Winnipeg. No 1º evento da AEW Double or Nothing em Maio, Chris Jericho venceu Kenny Omega, qualificando-se assim como um dos finalistas pelo 1º reinado como campeão mundial da AEW, contra o vencedor da Casino Battle Royal realizado no pre-show do mesmo evento, tendo saído como vencedor "Hangman" Adam Page.
No 3º evento da AEW Fight For the Fallen, Chris Jericho e Adam Page entraram numa luta, resultando em Adam Page ficar com uma ferida na sobrancelha esquerda. O combate pelo título da AEW foi realizado no 4º e último evento da AEW antes do início do programa semanal, All Out. Chris Jericho venceu Adam Page com o seu novo finisher, o Judas Effect, num combate que foi avaliado com 4 estrelas pela Wrestling Observer.
O programa semanal AEW Dynamite teve início no dia 2 de Outubro onde foi anúnciada a primeira defesa de Chris Jericho pelo título da AEW num PPV que será na Full Gear, a realizar-se no dia 9 de Novembro. Cody Rhodes é o desafiante. Chris Jericho venceu o 1º combate, uma 6-man tag team com Santana & Ortiz contra The Elite (Kenny Omega & Young Bucks) tendo continuada a luta depois do final do combate, com a ajuda da estreia de Jake Hager e a entrada de Sammy Guevara para combaterem The Elite, Cody Rhodes e Dustin Rhodes.
No 2º show semanal, Chris Jericho anunciou o novo grupo que se iria chamar "The Inner Circle" com Santana, Ortiz, Jake Hager e Sammy Guevara e que esse novo grupo iria controlar a AEW, rivalizando com The Elite. Entretanto foi anúnciado um combate pelo 1º desafiante pelo título da AEW que foi o vencedor de Darby Allin contra Jimmy Havoc. O combate entre Chris Jericho e Darby Allin vai ocorrer no dia 16 de Outubro, no 3º episódio de AEW Dynamite, já tendo sido anúnciada a estipulação para o combate. O combate será um Street Fight e Chris Jericho, após ter sido atacado por Darby Allin no final do 2º episódio, numa descida pela rampa no seu skate, disse que o combate iria ser o funeral de Darby. Para além disso, afirmou que não gosta de Cody Rhodes e da sua família, especialmente o pai Dusty Rhodes.
No 3º episódio defendeu com sucesso o título com a ajuda de Jake Hager, um combate que mereceu 4 estrelas para a Wrestling Observer.
No 4º episódio, a sua fação foi para o camarote assistir ao evento, acabando depois por interromper Cody, durante o seu anúncio que viria a ser revelado semanas depois. Chris Jericho chamou Cody de milenial intitulado que mereceu resposta de Cody que chamou o seu irmão Dustin, o seu melhor amigo MJF e o melhor amigo do falecido pai DDP. Os Inner Circle trancaram-se numa sala e Cody utilizou o cachecol de MJF para abrir a porta e começaram à porrada até serem interrompidos pela polícia.
Depois, Cody e Jericho assinaram o contrato para o combate pelo AEW World Championship na PPV Full Gear, no dia de aniversário de Jericho. Aí foi revelado que o combate tem um limite máximo de 60 minutos. Se esse tempo fosse ultrapassado, um júri composto por 3 elementos (Arn Anderson, Dean Malenko & The Great Muta) iria votar no vencedor do combate. Cody, numa promo disse que se não derrotasse Chris Jericho nunca mais poderia desafiar pelo AEW World Championship, de novo.
No dia 9 de Novembro, no evento Full Gear, Chris Jericho derrotou Cody depois de MJF atirar a toalha durante o Liontammer (variação de Walls of Jericho). Este foi nomeado para um dos melhores combates de 2019 e que teve uma avaliação de 4.5 estrelas para Dave Meltzer.

## Músico
Formou a banda Fozzy em 1999, e até agora lançaram 5 álbuns, sendo o último em 2012 chamado "Sin and Bones". Também é fã declarado da banda de power metal Helloween.

## Televisão
Jericho é um contribuinte dos programas Best Week Ever, I Love the '80s e VH1 top artists, todos da VH1.
No dia 26 de fevereiro de 2013, tornou-se apresentador do novo programa de luta de robôs da SyFy, chamado Robot Combat League.

## Vida pessoal
Jericho divide sua vida entre a cidade de Los Angeles, Califórnia e Tampa, Flórida. Sua esposa se chama Jessica Lee Lockhart. O casal tem um filho, Ash Edward Irvine (nascido em 24 de setembro de 2003) e duas filhas gêmeas, Cheyenne Lee Irvine e Sierra Lorreta Irvine (nascidas em 18 de julho de 2006).
Apesar de nascer nos Estados Unidos, Jericho se considera canadense, com muito orgulho, pois lá se lançou para o mundo do wrestling e também pelo seu pai o ex jogador da NHL (National Hockey League) Ted Irvine ser canadense.
Jericho foi indicado para o Hall da fama de lutadores canadenses no dia 25 de setembro de 1997. No dia 5 de julho de 2004, Jericho recebeu o prêmio da Order of the Buffalo Hunt em uma cerimónia realizada em Manitoba, por seus trabalhos com crianças pobres. Antes, o prêmio só tinha sido atribuído ao Papa João Paulo II, ao prefeito de Chicago Richard M. Daley, e a Madre Teresa
Chris ficou muito abalado após a morte de seu melhor amigo, Eddie Guerrero. No dia após a morte de Guerrero, Jericho declarou ao site da WWE que considerava Eddie como um irmão, tendo a mesma opinião que Chris Benoit e Dean Malenko.
Na edição de dezembro de 2007 da revista WWE Magazine, Jericho declarou que sua banda preferida é os Beatles.
E fez uma participação na série Aaron Stone como um lutador profissional chamado de Billy Cobb no episódio "O Plano de Xero"
Na edição de Março de 2010 Chris Jericho foi Capa da revista Men´s Fitness.
Em 2011
Jericho também participou do programa Dancing with the Stars tendo como sua parceira Cheryl Burke mas ficaram em 7º Lugar foram eliminados dia 26 de abril

## No Wrestling
- Finishers
  - Breakdown (Full Nelson Facebuster) - 1990 a 2005 (usado como finisher principal em meados de 2001)
  - Codebreaker (Double Knee Chin Crusher) - (usado como finisher principal de 2007 até 2018, sendo após uma signature move)  (algumas vezes na versão springboard ou Catching in Mid-Air).
  - Lionsault (Springboard Moonsault)(usado como finisher principal em de 1990-2001, sendo após uma signature move)
  - FlashBack (Running Sleeper Slam) - 2000 - 2001
  - Walls of Jericho/Liontamer (High-Angle Boston Crab) (No Liontamer o joelho fica no pescoço do adversário.) (1999-atualmente)
  - Judas Effect (Spinning Back Elbow) - 2019 até hoje
- Signature Moves
  - Backbreaker submission
  - Backhand chop
  - Double underhook transitioned seguido de um backbreaker
  - Diving Reverse Elbow
  - Flashback (Sleeper slam),algumas vezes na versão Spinning.
  - Flying forearm smash
  - Jericho Spike (Hurricanrana)
  - Lionsault (Springboard Moonsault)
  - Missilekick
  - One-handed bulldog
  - Dropkick
  - Running back elbow
  - Várias variações de suplex
    - German
    - Gutwrench
    - Tiger
    - Vertical

  - Schoolboy
  - Scoop slam
  - Spinning wheel kick
  - Springboard missilekick(ou shoulder block) em um oponente no apron
  - Springboard plancha
  - Standing, leg-feed ou running enzuigiri
  - Triple or double powerbomb
- Principais Managers
  - Ralphus (membro da "Jericho Personal Security")
  - The Jerichoholic Ninja (membro da "Jericho Personal Security")
  - Viva Los Jericho (membro da "Jericho Personal Security")
  - Christian
  - Curtis Hughes
  - Edge
  - Lance Cade
  - Stephanie McMahon
  - Trish Stratus
  - Big Show
  - Jake Hager
- Música de entrada
  - "Rock America" by Danger Danger
  - "Thunder Kiss '65" by White Zombie
  - "Soul-Crusher" by White Zombie
  - "Electric Head, Pt. 2 (The Ecstasy)" by White Zombie
  - "The Days of My Life"
  - "California Sun"
  - "One Crazed Anarchist" by Grunge City
  - "King of My World" performed by Saliva
  - "Don't You Wish You Were Me?" by Fozzy
  - "Break The Walls Down" performed by Adam Morenoff(1999-2005,2007 - 2018)
  - "Crank the Walls Down" by Maylene & The Sons of Disaster
  - "Judas" by Fozzy (2019-atualmente)
- Nicknames
  - "Lionheart" (ECW)
  - "The Mental Mastermind" (WWE)
  - "The Face of SmackDown" (WWE)
  - "The King of Bling-Bling" (WWE)
  - "The King of the World" (WWE)
  - "The Man of 1,004 Holds" (WCW)
  - "The Human Highlight Reel" (WWE)
  - "The Ayatollah of Rock 'n' Rolla" (WCW/WWF/E)
  - "The Best In The World At What He Does" (WWF/E)"Y2J" (paródia do Y2K; inicialmente era usado como "Y2J Problem") (WWF/WWE)
  - "Alpha" (NJPW)
  - "The Painmaker" (NJPW & AEW)
  - "Le Champion" (AEW)
  - "The Demo God" (AEW)

## Títulos e prêmios
- All Elite Wrestling
  - AEW World Championship (1 vez)
- Canadian Rocky Mountain Wrestling

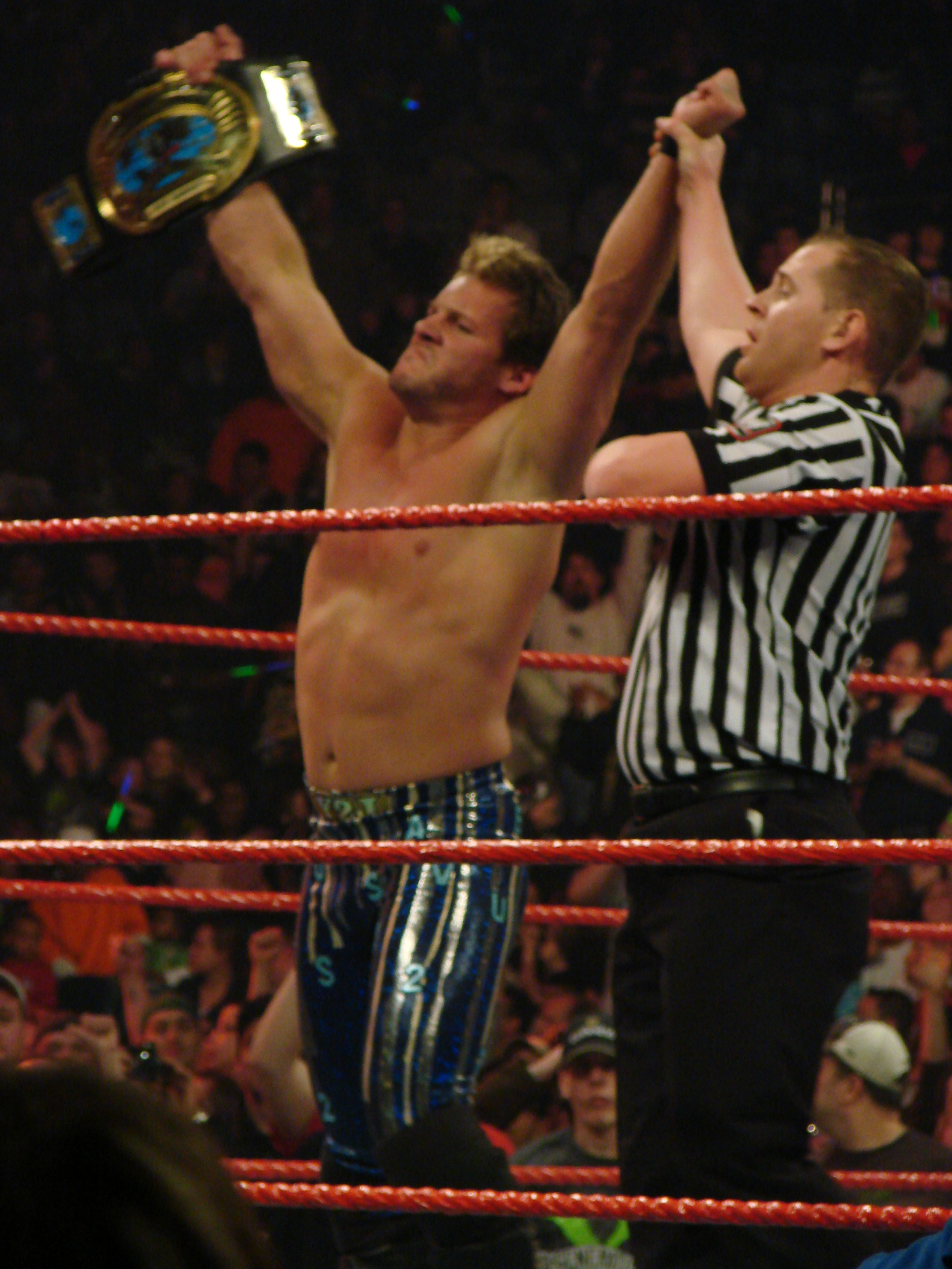
Jericho em seu oitavo reinado como Intercontinental Champion.

  - CRMW North American Heavyweight Championship (1 vez)
  - CRMW Commonwealth Mid-Heavyweight Championship (1 vez)
  - CRMW North American Tag Team Championship (1 vez) - com Lance Storm
- Consejo Mundial de Lucha Libre
  - NWA World Middleweight Championship (1 vez)[15] 1
- Extreme Championship Wrestling
  - ECW World Television Championship (1 vez)
- Pro Wrestling Illustrated
  - PWI Most Hated Lutador of the Year (2002)[16]
  - PWI Most Hated Lutador of the Year (2008)
  - PWI Come Back of the Year (2008)
  - PWI Feud of the Year vs. Shawn Michaels (2008)
  - PWI o colocou #4 dos 500 melhores lutadores singulares durante a PWI 500 de 2002[17]
  - PWI o colocou como #5 dos 500 melhores lutadores singulares durante a PWI 500 de 2003[18]
  - PWI o colocou como #2 dos 500 melhores lutadores singulares durante a PWI 500 de 2009[19]
- New Japan Pro Wrestling
  - IWGP Intercontinental Championship (1 vez)
- West Coast Wrestling Association
  - WCWA Tag Team Champion (2 vezes) - com Lance Storm
- World Championship Wrestling
  - WCW Cruiserweight Championship (4 vezes)
  - WCW World Television Championship (1 vez)[20]
- World Wrestling Federation/Entertainment
  - WCW World Heavyweight Championship (2 vezes)[21]
  - World Heavyweight Championship (3 vezes)
  - WWF Undisputed Championship (1 vez)[22]
  - WWF/WWE Intercontinental Championship (9 vezes)
  - WWE United States Championship (2 vezes)
  - WWF European Championship (1 vez)
  - WWF Hardcore Championship (1 vez)
  - WWF/WWE World Tag Team Championship (3 vezes) - com Chris Benoit (1), The Rock (1) e Christian (1)
  - WWE Unified Tag Team Championchip (2 vezes) - com Edge (1) e Big Show(1)
  - 9º Triple Crown Champion
  - Grand Slam Champion (4º)
  - Slammy Awards Superstar do ano (2008)
  - Slammy Awards Tag Team do ano com Big Show (2009)
- World Wrestling Association
  - WWA Tag Team Championship (1 vez) - com El Dandy
- Wrestle Association "R"
  - WAR International Junior Heavyweight Championship (1 vez)[23]
  - WAR International Junior Tag Team Championship (1 vez) - com Gedo
- Wrestling Observer Newsletter
  - Best on Interviews (2003,2008,2009)
  - Best on Interviews of the Decade (2000 - 2009)
  - Feud of the Year vs. Shawn Michaels (2008)
  - Match of the Year vs. Shawn Michaels em uma Ladder Match no No Mercy (2008)
  - Most Underrated Wrestler (1999, 2000)
  - Readers' Favorite Wrestler (1999)
  - Wrestler of the Year(2008,2009)
  - Best Pro Wrestling DVD (2010)por Breaking the Code: Behind the Walls of Chris Jericho]]
  - Best Pro Wrestling Book (2011)por Undisputed: How to Become the World Champion in 1,372 Easy Steps]]
  - Wrestling Observer Newsletter Hall of Fame (Classe de 2010)

1 Mesmo usando as inicias NWA, o Consejo Mundial de Lucha Libre já não é membro da National Wrestling Alliance. Por consequência, a NWA não reconhece nem sanciona este título.

### Luchas de Apuestas
| Aposta  | Vencedor        | Perdedor          | Localidade               | Data                    | Notas                                   |
| ------- | --------------- | ----------------- | ------------------------ | ----------------------- | --------------------------------------- |
| Cabelo  | Corazón de León | Cro-Magnon        | Cidade do México, México | 30 de maio de 1993      |                                         |
| Máscara | Chris Jericho   | Juventud Guerrera | Daly City, Califórnia    | 22 de fevereiro de 1998 | Mask vs. Title match no SuperBrawl VIII |
| Cabelo  | Chris Jericho   | Kevin Nash        | Grand Rapids, Michigan   | 18 de agosto de 2003    | Hair vs. Hair match no Raw              |
| Título  | Rey Mysterio    | Chris Jericho     | Sacramento, Califórnia   | 28 de junho de 2009     | Mask vs. Title match no The Bash        |